# فارمينغتون (نيويورك)

## تاريخ فارمينغتون، نيويورك
نشأة المدينة:
تقع فارمينغتون في مقاطعة أونتاريو بولاية نيويورك، وكانت جزءًا من "شراء فيلبس وغورهام". تم تأسيس المدينة عام 1789 مع تأسيس المقاطعة، وبدأ الاستيطان في المنطقة في نفس العام.
أصل التسمية:
تمت تسمية فارمينغتون على اسم بلدة فارمينغتون في ولاية كونيتيكت.
وصول المستوطنين:
كان العديد من المستوطنين الأوائل من الكويكرز الذين أتوا من مقاطعة بيركشاير بولاية ماساتشوستس.
التطور التاريخي:
- القرن التاسع عشر: شهد هذا القرن نموًا سريعًا لفارمينغتون، حيث أصبحت مركزًا تجاريًا وزراعيًا هامًا. تم بناء العديد من المباني المهمة خلال هذه الفترة، بما في ذلك مبنى المحكمة ومدرسة ثانوية وكنائس.
- القرن العشرين: استمرت فارمينغتون في النمو في القرن العشرين، لكنها شهدت أيضًا بعض التغييرات. تم بناء مصانع جديدة، وازداد عدد السكان بشكل كبير. ومع ذلك، فقدت المدينة أيضًا بعضًا من طابعها الزراعي مع تحولها إلى مجتمع ضواحي.
- القرن الحادي والعشرين: اليوم، فارمينغتون هي مجتمع مزدهر يضم أكثر من 11,000 نسمة. لا تزال المدينة تحتفظ بجمالها الريفي، لكنها أيضًا موطن للعديد من الشركات والمطاعم والمتاجر.

أهم المعالم:
- متحف فارمينغتون التاريخي: يضم هذا المتحف معروضات عن تاريخ المدينة، بما في ذلك القطع الأثرية من المستوطنين الأوائل ومصنع الجبن الذي كان يعمل في القرن التاسع عشر.
- مزرعة هيل: هذه المزرعة التاريخية هي موطن لمنزل مزرعة من القرن التاسع عشر ومجموعة متنوعة من الحيوانات.
- حديقة مقاطعة مونت روز: تقع هذه الحديقة على ضفاف نهر جينيسي وتوفر فرصًا للتنزه والمشي لمسافات طويلة وصيد الأسماك.

شخصيات بارزة:
- هارييت توبمان: كانت توبمان من العبيد الهاربين الذين أصبحوا ناشطين في حركة إلغاء الرق. عاشت في فارمينغتون لفترة قصيرة في أوائل القرن التاسع عشر.
- جوزيف سميث: كان سميث مؤسس كنيسة يسوع المسيح لقديسي الأيام الأخيرة. عاش في فارمينغتون في أواخر عشرينيات القرن التاسع عشر.
- إيلا كيس: كانت كيس صحفية وكاتبة اشتهرت بتغطيتها للحرب العالمية الأولى. ولدت في فارمينغتون عام 1870.

فارمينغتون هي مدينة غنية بالتاريخ والثقافة. لقد تغيرت المدينة كثيرًا منذ تأسيسها، لكنها لا تزال تحتفظ بجمالها الريفي وشعورها بالمجتمع.
المصادر المحلية:
- مكتبة فارمينغتون العامة: تحتوي المكتبة على مجموعة واسعة من المواد حول تاريخ فارمينغتون، بما في ذلك الكتب والمقالات والصور والسجلات المحلية.
- مجتمع فارمينغتون التاريخي: تهدف هذه المنظمة إلى الحفاظ على تاريخ فارمينغتون وترويجه. تقدم جولات في المواقع التاريخية المحلية وتنظم محاضرات وفعاليات.
- متحف مقاطعة أونتاريو: يقع هذا المتحف في كاناندياجوا، على بعد بضعة أميال من فارمينغتون، ويضم معروضات عن تاريخ مقاطعة أونتاريو، بما في ذلك فارمينغتون.

المصادر عبر الإنترنت:
- تاريخ نيويورك: يحتوي موقع الويب هذا على معلومات شاملة عن تاريخ ولاية نيويورك، بما في ذلك مقاطعة أونتاريو وفارمينغتون.
- موسوعة نيويورك: تقدم هذه الموسوعة عبر الإنترنت مقالات حول مجموعة متنوعة من الموضوعات المتعلقة بنيويورك، بما في ذلك التاريخ والحكومة والثقافة.
- جمعية نيويورك للآثار: تهدف هذه المنظمة إلى تعزيز دراسة علم الآثار في نيويورك. يضم موقعها الإلكتروني معلومات عن المواقع الأثرية في جميع أنحاء الولاية، بما في ذلك مقاطعة أونتاريو.
- (1) الرموز البريدية في فارمينغتون (نيويورك) 14425

## كتب ومراجع عن تاريخ فارمينغتون، نيويورك:
كتب:
- "تاريخ فارمينغتون، مقاطعة أونتاريو، نيويورك" بقلم ويليام إتش شيلدون (1887): يقدم هذا الكتاب نظرة شاملة لتاريخ فارمينغتون منذ تأسيسها حتى عام 1887. وهو يتضمن معلومات عن المستوطنين الأوائل، والحكومة، والاقتصاد، والثقافة.
- "فارمينغتون: قصة مدينة" بقلم ماريون إي. بيكر (1965): هذا الكتاب هو تاريخ أكثر حداثة لفارمينغتون، ويغطي الفترة من أواخر القرن التاسع عشر إلى منتصف القرن العشرين. يتناول الكتاب الأحداث الرئيسية في تاريخ المدينة، وكذلك حياة سكانها.
- "إيلا كيس: امرأة ذات إرادة قوية" بقلم كاثرين لورانس (1997): تُعد إيلا كيس صحفية وكاتبة مشهورة ولدت في فارمينغتون. توثق هذه السيرة حياتها وعملها، بما في ذلك تغطيتها للحرب العالمية الأولى.

مراجع:
- "مقالات فارمينغتون" بقلم إيرين ألين (2000): تتضمن هذه المجموعة من المقالات قصصًا عن تاريخ فارمينغتون وشعبها.
- "سجلات جمعية فارمينغتون التاريخية" : تنشر جمعية فارمينغتون التاريخية دورية تحتوي على مقالات عن تاريخ المدينة.
- "مجموعة فارمينغتون للمجموعات المحلية" في مكتبة فارمينغتون العامة: تضم هذه المجموعة موادًا عن تاريخ فارمينغتون، بما في ذلك الصور والخرائط والمستندات.

مواقع إلكترونية:
- موقع بلدة فارمينغتون الرسمي يحتوي موقع الويب هذا على معلومات عن تاريخ المدينة، بما في ذلك لمحة تاريخية وجولة افتراضية.
- مجتمع فارمينغتون التاريخي يحتوي موقع الويب هذا على معلومات عن عروض المنظمة وبرامجها التعليمية، بالإضافة إلى موارد حول تاريخ فارمينغتون.
- مكتبة فارمينغتون العامة: تقدم مكتبة فارمينغتون العامة إمكانية الوصول إلى مجموعة واسعة من الموارد عبر الإنترنت حول تاريخ فارمينغتون، بما في ذلك الكتب الإلكترونية والمقالات والصور.

فارمينغتون (بالإنجليزية: Farmington, New York)‏ هي بلدة أمريكية تقع في الولايات المتحدة في مقاطعة أونتاريو، نيويورك. يقدر عدد سكانها بـ 11,825 نسمة ومساحتها 102.2 كم2 وترتفع عن سطح البحر 176 متر.